# Velká Kraš

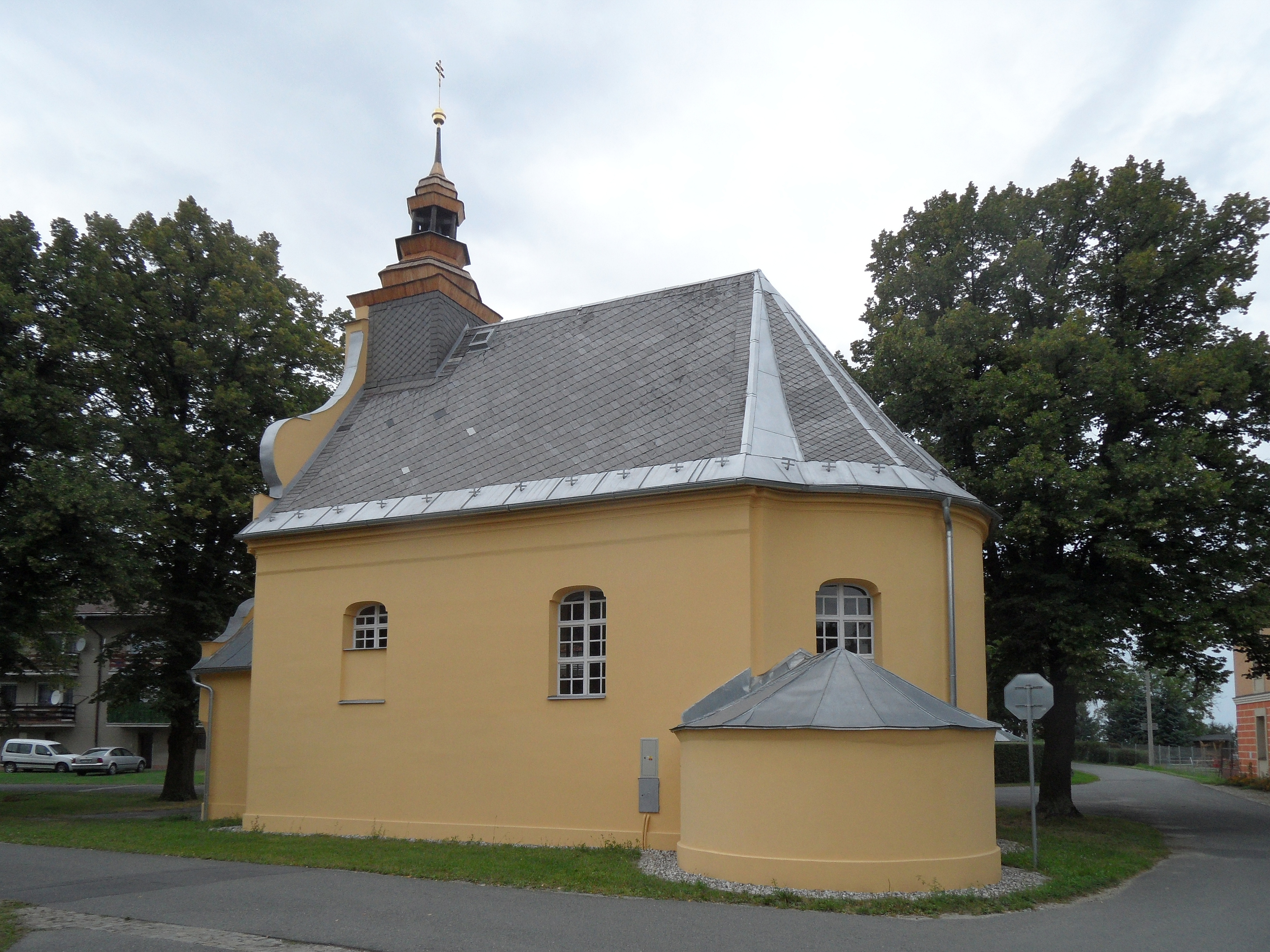
Kirche des hl. Florian

Velká Kraš (deutsch Groß Krosse) ist eine Gemeinde in Tschechien. Sie liegt drei Kilometer südwestlich von Vidnava nahe der Grenze zu Polen und gehört zum Okres Jeseník.

## Geographie
Velká Kraš erstreckt sich beiderseits des Flüsschens Vidnavka (Weidenauer Wasser) am Rande des Reichensteiner Gebirges. Nördlich breitet sich das schlesische Tiefland aus, im Süden liegt der bewaldete Granitstock des Friedeberger Berglands (Žulovská pahorkatina), aus dem sich die Kuppen Svoboda (353 m), Jahodník (Bärberg, 378 m) und Smolný vrch (Kienberg, 404 m) erheben. In der Ortslage Malá Kraš mündet der Černý potok (Jüppelbach) in die Vidnavka. Velká Kraš liegt an der Bahnstrecke von Lipová-lázně nach Javorník bzw. Vidnava, die sich in der Ortslage Hukovice gabelt.
Nachbarorte sind Horní Heřmanice, Jasienica Górna und Piotrowice Nyskie im Norden, Zwanowice und Vidnava im Nordosten, Nová Malá Kraš, Štachlovice und Jarnołtów im Osten, Dolní Červená Voda und Stará Červená Voda im Südosten, Rokliny, Černá Voda und Dolní Dvůr im Süden, Kobylá nad Vidnavkou und Dolní Les im Südwesten, Buková im Westen sowie Bernartice im Nordwesten.

## Geschichte
Velká Kraš wurde wahrscheinlich im Zuge der Kolonisation der Grenzwälder zur Zeit Ottokars I. Přemysl durch deutsche Siedler angelegt. Unklar ist dabei, ob zwischen Haugsdorf und Schubertskrosse einzelne kleine Ansiedlungen oder auf circa sechs Kilometern Länge ein großes Dorf Krosse (Kraš), das Fojtova Kraš, Malá Kraš, Velká Kraš, Šubertova Kraš und Hugova Kraš (Hukovice) umfasste, angelegt wurde, in das dann 1264 die Stadt Vidnava hineingegründet wurde. Die erste urkundliche Erwähnung des Dorfes erfolgte im Jahre 1291 im Zusammenhang mit der Weidenauer Vogtei, deren vier Hufen zu Velká Kraš gehörten. Das darin seit 1256 nachweisbare Dorf gehörte zu den Gütern der Kastellanei Ottmachau, wohin auch der Kirchzehnt floss. Im Laufe der Zeit finden sich auch die Bezeichnungen Bernardova Kraš (Bernhardskrosse), Petrova Kraš (Peterskrosse), Henzchova Kraš (Hentschkrosse), Rudgerova Kraš (Rudgerskrosse), Sifriedova Kraš (Siegfriedskrosse), Dlouhá Kraš (Lange Krosse), Třetí (Drittel), Čtvrtá (Viertel) und Jiná Kraš (Andere Krosse) für Teile des Ortes. 1326 bestanden in Fojtova Kraš, Henczkova Kraš und Hugova Kraš Schulzensitze. 1428 wurde Krosse zusammen mit Weidenau von den Hussiten eingenommen und niedergebrannt. 1506 erlangte das Bistum Breslau die Verfügungsgewalt über Groß Krosse zurück. In der Mitte des 16. Jahrhunderts wurde zwischen der Schlachte Seite (Velká Kraš) am flachen linken und der Lahme Seite (Malá Kraš) am steinigen und unfruchtbaren rechten Ufer unterschieden. Der Wiederaufbau ging nur langsam vonstatten. 1580 bestand das Dorf aus 42 Bauern, von denen sechs zum Schulzen gehörten, sowie zwei Erbgärtnern und 31 weiteren Anwesen. Während des Dreißigjährigen Krieges wurde Großgrosse im Jahre 1633 verwüstet. Im Jahre 1697 erwarb das Bistum durch einen Tausch des bischöflichen Anteils von Jungferndorf gegen den Schulzenanteil von Großgrosse das gesamte Dorf. 1722 bestand Großgrosse aus 57 Bauernwirtschaften. Im 18. Jahrhundert begann der Abbau von Granit. 1777 gründete Johann Zothe die erste Granitschleiferei und -sägerei, zu später noch um eine Niederlassung in Setzdorf erweitert wurde. Durch die 1742 erfolgte Teilung Schlesiens wurde nördlich des Ortes die Grenze zu Preußisch Schlesien gezogen, Großgrosse blieb beim österreichischen Teil. 1811 lebten in den 121 Häusern des Dorfes 616 Menschen und 1843 waren es 825.
Nach der Aufhebung der Patrimonialherrschaften bildete Großgrosse ab 1850 eine Gemeinde im Bezirk Freiwaldau zu der 1869 die Ortsteile Haugsdorf, Kleingrosse und Voigtsgrosse hinzukamen. Südlich des Dorfes wurde in zahlreichen Steinbrüchen Friedeberger Granit abgebaut. Mit dem Bau der Bahn von Niederlindewiese nach Jauernig erhielt Haugsdorf 1896 einen Eisenbahnanschluss. 1897 wurde die davon abzweigende Lokalbahnstrecke von Haugsdorf über Großgrosse nach Weidenau eingeweiht, die 1912 durch die Neisser Kreisbahn AG ins Deutsche Reiche bis Neisse fortgeführt wurde. In Großgrosse entstand eine Bahnstation, der Bahnhof "Weidenau" wurde ebenfalls auf den Fluren von Großgrosse angelegt. 1930 hatte die Gemeinde, die seit dem 20. Jahrhundert zuerst den Namen Großkrosse und danach Groß Krosse erhielt, 1643 Einwohner. Nach dem Münchner Abkommen wurde Groß Krosse dem Deutschen Reich zugeschlagen und gehörte von 1939 bis 1945 zum Landkreis Freiwaldau. Die Einwohnerzahl im Jahre 1939 betrug 1587. Nach dem Zweiten Weltkrieg erfolgte die Vertreibung der deutschen Bewohner. Mit Beginn des Jahres 1961 kam die Gemeinde zum Okres Šumperk und wurde 1976 nach Vidnava eingemeindet. 1968 wurde die frühere Habichtbaude als Chata Mír zu einem Kinderferienlager umgebaut. Ebenfalls in Habina entstand ein Ferienlager für die Kinder von Berufssoldaten. Vom 31. Juli bis 3. August 1975 wurde die Gemeinde von einem schweren Hochwasser heimgesucht. Die Bahnstation Hukovice wurde 1978 in "Velká Kraš" umbenannt. Im Jahre darauf wurde die örtliche Schule geschlossen und die Kinder in die Grundschule nach Vidnava umgeschult. Im Schulgebäude eröffnete nach einem Umbau 1983 ein Kindergarten. Seit 1990 besteht die Gemeinde Velká Kraš wieder und seit Beginn des Jahres 1996 gehört sie zum Okres Jeseník. Seit 2000 führt die Gemeinde ein Wappen.

## Gemeindegliederung
Für die Gemeinde Velká Kraš sind keine Ortsteile ausgewiesen. Grundsiedlungseinheiten sind Fojtova Kraš (Voigtskrosse), Hukovice (Haugsdorf), Malá Kraš (Klein Krosse) und Velká Kraš (Groß Krosse). Zu Velká Kraš gehört zudem die Siedlung Habina (Habichtbaude).
Das Gemeindegebiet gliedert sich in die Katastralbezirke Fojtova Kraš, Hukovice u Velké Kraše, Malá Kraš und Velká Kraš.

## Sehenswürdigkeiten
- Kirche des hl. Florian in Velká Kraš, erbaut im 18. Jahrhundert
- Kirche der Jungfrau Maria Mutter Gottes in Hukovice, der klassizistische Bau aus dem Jahre 1770 wurde 1997 renoviert
- Naturdenkmal Venušiny misky (Venusschüsseln) am Smolný vrch
- "Paukův jilm" in Malá Kraš, die 300-jährige Feldulme ist seit 1999 als Baumdenkmal geschützt